# Port lotniczy Penang
Port lotniczy Penang – międzynarodowy port lotniczy położony 16 km na południe od George Town, na wyspie Penang (stan Penang). Jest jednym z największych portów lotniczych Malezji. W 2006 obsłużył 3,1 mln pasażerów, zaś w 2023 już 6,8 mln.

## Linie lotnicze i połączenia
Lotnisko obsługiwane jest przez 25 linii lotniczych, które oferują bezpośrednie połączenia do 26 portów lotniczych w 8 krajach Azji:
| Linia lotnicza             | Kierunek |
| -------------------------- | --- |
| AirAsia                    | 1. Ho Chi Minh 2. Hongkong 3. Dżakarta 4. Johor Bahru 5. Kota Kinabalu 6. Kuala Lumpur 7. Kuching 8. Langkawi 9. Medan 10. Shenzhen (od 28 października 2024) 11. Singapur              |
| Batik Air                  | 1. Dżakarta |
| Batik Air Malaysia         | 1. Dżakarta (od 1 października 2024) 2. Kuala Lumpur 3. Kuala Lumpur-Subang |
| Cathay Pacific             | 1. Hongkong |
| China Airlines             | 1. Tajpej-Taiwan |
| China Southern Airlines    | 1. Guangzhou |
| Citilink                   | 1. Medan |
| Firefly                    | 1. Banda Aceh 2. Bangkok–Suvarnabhumi 3. Chongqing 4. Johor Bahru 5. Kota Bharu 6. Kota Kinabalu 7. Kuala Lumpur 8. Kuala Lumpur-Subang 9. Kuching 10. Langkawi 11. Phuket 12. Singapur |
| flydubai                   | 1. Dubaj |
| HK Express                 | 1. Hongkong (wznowione 21 listopada 2024) |
| Indonesia AirAsia          | 1. Dżakarta 2. Medan 3. Surabaja |
| Jetstar Asia               | 1. Singapur |
| Juneyao Air                | 1. Szanghaj-Pudong |
| Lion Air                   | 1. Medan |
| Malaysia Airlines          | 1. Kuala Lumpur |
| Qatar Airways              | 1. Phuket |
| Scoot                      | 1. Singapur |
| Shanghai Airlines          | 1. Szanghaj-Pudong |
| Shenzhen Airlines          | 1. Shenzhen |
| Singapore Airlines         | 1. Singapur |
| Starlux Airlines           | 1. Tajpej-Taiwan |
| Thai AirAsia               | 1. Bangkok-Don Mueang |
| Thai Airways International | 1. Bangkok–Suvarnabhumi |
| Thai Lion Air              | 1. Bangkok-Don Mueang |
| XiamenAir                  | 1. Xiamen |

### Cargo
- Air Hong Kong
- Asiana Cargo
- Cathay Pacific Cargo
- China Airlines Cargo
- DHL Air / Transmile
- EVA Air Cargo
- FedEx Express
- KLM Cargo
- Korean Air Cargo
- Lufthansa Cargo
- MASkargo (Amsterdam, Dubaj, Frankfurt, Hongkong, Kuala Lumpur, Mediolan-Malpensa, Szanghaj-Pudong, Taszkent)
- UPS Airlines